# أماليا أميرة ساكس فايمار أيزناخ
أماليا ماريا دا غلوريا أوغستا (بالألمانية: Amalia von Sachsen-Weimar-Eisenach)‏ (20 مارس 1830 - 1 مايو 1872) أميرة ساكس فايمار أيزناخ كانت الزوجة الأولى لهنري أمير هولندا، ابن وليام الثاني ملك هولندا.